# Örnsköldsvik HF
Örnsköldsvik Hockey (egentligen: Örnsköldsvik HF) är en ishockeyklubb från Örnsköldsvik. Den bildades hösten 2010 som en sammanslagning av Örnsköldsviks SK Hockeyklubb och KB 65. Man har Skyttishallen som hemmarink.

## Historik
Vid klubbsammanslagning 2010 mellan KB 65 och Örnsköldsviks SK behöll man de båda lagens platser i division 1 respektive division 2. Division 1-laget fortsatte spela i ÖSK:s hemmaplan Skyttishallen i Örnsköldsvik och division 2-laget i KB 65:s hemmaplan Bjästahallen i Bjästa. Målsättningen var från början att etablera sig som ett topplag i Hockeyettan Norra. På sikt hade klubbledningen även planer på att kunna gå upp i Hockeyallsvenskan.Hemmarinken Skyttishallen byggdes 1988 och har plats för 724 åskådare.
Division 1-laget deltog från starten i division 1B och vann vårserien. Man spelade därmed playoff 1 till kvalserien till Hockeyallsvenskan mot Kiruna IF från Allettan Norra. 
Från och med hösten 2015/16 slås klubbens båda ungdomslag J20 och J18 ihop till det gemensamma juniorlaget ÖHF Junior Elit.

## A-lagets säsonger
| Säsong    | Division          | Placering | Vårserie                  | Kval/Playoff                       |
| --------- | ----------------- | --------- | ------------------------- | ---------------------------------- |
| 2010/2011 | Division 1B       | 5         | 1:a i fortsättningsserien | Utslagna av Kiruna IF i playoff 1. |
| 2011/2012 | Division 1B       | 2         | 7:a i Allettan Norra      |                                    |
| 2012/2013 | Division 1B       | 3         | 7:a i Allettan Norra      |                                    |
| 2013/2014 | Division 1 Norra  | 7         |                           |                                    |
| 2014/2015 | Hockeyettan Norra | 5         | 1:a i vårserien           | Utslagna av Piteå HC i playoff 1.  |
| 2015/2016 | Hockeyettan Norra | 5         | 1:a i vårserien           | Utslagna av Kiruna IF i playoff 1. |
| 2016/2017 | Hockeyettan Norra | 6         | 1:a i vårserien           | Utslagna av Piteå HC i playoff 1.  |
| 2017/2018 | Hockeyettan Norra | 4         | 9:a i Allettan Norra      |                                    |
| 2018/2019 | Hockeyettan Norra | 7         | 3:a i Vårettan Norra      |                                    |
| 2019/2020 | Hockeyettan Norra | 8         | 3:a i vårettan            |                                    |
| 2020/2021 | Hockeyettan Norra | 7         | 4:a i Vårettan            | 1:a i kvalserien                   |
| 2021/2022 | Hockeyettan Norra | 9         | 8:a i Vårettan            | 2:a I kvalserien                   |
| 2022/2023 | Hockeyettan Norra | 10        | 8:a i Vårettan            |                                    |